# Wieszowa
Wieszowa (deutsch Wieschowa, 1935–1945 Randsdorf) ist ein Dorf mit 1.995 Einwohnern in der Gemeinde Zbrosławice in Polen. Der Ort gehört zum Powiat Tarnogórski in der Woiwodschaft Schlesien. Er liegt zehn Kilometer südwestlich von Tarnowskie Góry auf halbem Wege nach Gliwice an der Fernverkehrsstraße 94 von Pyskowice nach Bytom.

## Geschichte
Der Ort wurde wahrscheinlich 1295 gegründet. 1376 ist eine Pfarrkirche nachweisbar. Das Dorf, das seit 1816 zum Kreis Beuthen, ab 1873 zum Kreis Tarnowitz und ab 1927 zum Kreis Beuthen-Tarnowitz gehörte, wurde 1935 in Randsdorf umbenannt. Nach dem Zweiten Weltkrieg kam es zu Polen und erhielt in Anlehnung an seinen alten Namen den polnischen Namen Wieszowa.

## Sehenswürdigkeiten
- Kirche
- Schloss
- Wegkreuze

## Verkehr
Der Bahnhof Wieszowa liegt an der ehemaligen Bahnstrecke Zabrze Mikulczyce–Tworóg Brynek.

## Wappen

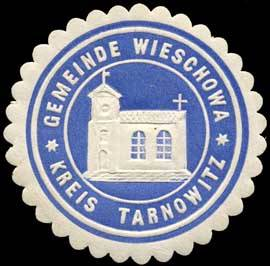
Alte Siegelmarke

Das Wappen bzw. Siegel zeigt eine Kirche.